# Plácky
Plácky – część miasta ustawowego Hradec Králové. Znajduje się w północnej części miasta. Mieszka tutaj na stałe około 1 000 osób.